# Brotauswerfen

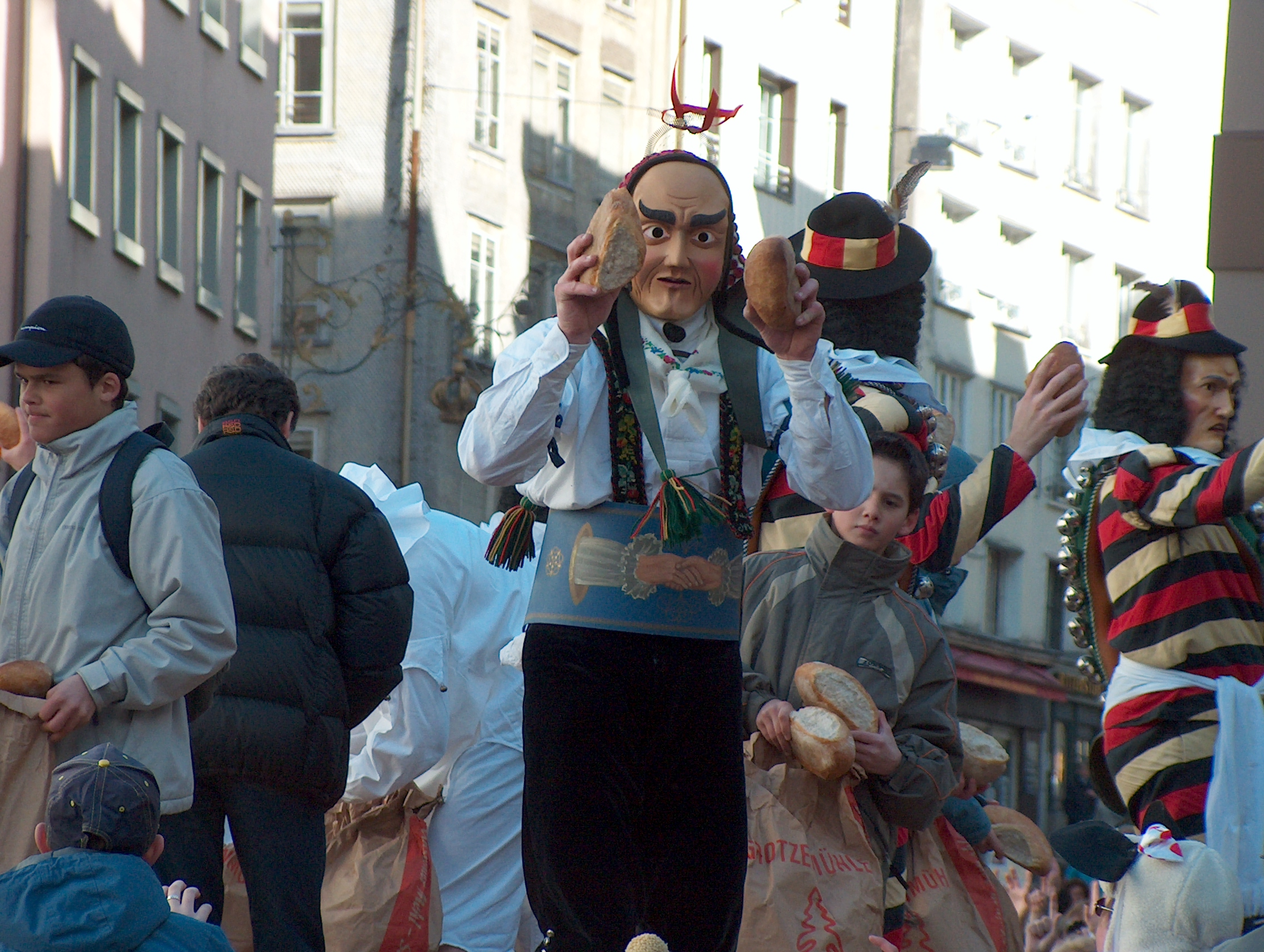
Johee con dos mütschli.

El Brotauswerfen ('lanza-panes') es una tradición que se celebra anualmente el Martes de Carnaval, durante los carnavales de Einsiedeln, en Suiza. Consiste en un grupo de personajes populares (máscaras) llamados Joheen, Mummerien y Hörelibajassen, que de forma indiscriminada tiran al público 8 mil hogazas de un pan local llamado mütschli. Si el mütschli (o muetschli) pesa alrededor de 250 g, en total se arrojan unas dos toneladas de pan.
El Brotauswerfen se escenifica en tres plazas diferentes del pueblo. Antes del lanzamiento, el grupo de enmascarados se abre paso entre la multitud hacia el escenario. Una vez que todos están en posición, comienza el Brotauswerfen, y los asistentes deben intentar atrapar por lo menos un mütschli.
Muchos vecinos concuerdan en afirmar que el Brotauswerfen es la más bella costumbre de todas las tradiciones del carnaval de Einsiedeln. Así que no es de extrañar que una gran multitud se agolpe alrededor de los escenarios y que muchos visitantes de fuera viajen a Einsiedeln especialmente para esta ocasión. La costumbre la lleva a cabo el Club de Gimnasia de Einsiedeln (Turnverein Einsiedeln) desde 1903, año en el que se le fue otorgada la función de la mano del Pfauenwirt ('anfitrión') Karl Gyr-Kälin. El Brotauswerfen se remonta, según Martin Gyr, al siglo XVII. El objetivo primitivo era promover la almosna, ya que la pobreza en ese momento era generalizada.